# Щоденник мого розуму
«Щоденник мого розуму» (фр. Journal de ma tête) — швейцарський драматичний фільм 2018 року, поставлений режисеркою Урсулою Маєр на основі реальних подій, які відбулися в лютому 2009 року. Головні ролі виконали Фанні Ардан та Кейсі Моттетом Кляйном. Міжнародна прем'єра фільму відбулася 20 лютого 2018 року в програмі «Панорама» на 68-му Берлінському міжнародному кінофестивалі 2018 року. Прем'єра стрічки в Україні відбудеться 16 червня 2018 року в рамках Тижня швейцарського кіно. 

## Сюжет
Перед тим як холоднокровно застрелити своїх батьків, 18-річний студент Бенжамен Феллер (Кейсі Моттет Кляйн) детально записує свої плани в щоденник. Він відправляє його поштою своїй викладачці, а потім чинить вбивство та здається поліції. Естер Фонтанель (Фанні Ардан) намагається розібратися, що сталося з її учнем та що призвело до трагедії.

## У ролях
| • Фанні Ардан        | … | Естер Фонтанель |
| • Кейсі Моттет Кляйн | … | Бенжамен Феллер |
| • Жан-Філіпп Екоффі  | … | суддя Матьє     |
| • Стефані Бланшод    | … | метр Райє       |
| • Карло Брандт       | … | Френк Батлер    |
| • Жан-Кентен Шатлен  | … | П'єр Феллер     |

## Знімальна група
- Автори сценарію — Антуан Жаккуд, Урсула Маєр
- Режисер-постановник — Урсула Маєр
- Продюсери — Лайонел Баєр, Франсуаза Мейор
- Виконавчий продюсер — Агнезка Раму
- Оператор — Жанна Лапуарі
- Монтаж — Неллі Кветьє
- Художник-декоратор — Іван Ніклас
- Художник з костюмів — Анна Ван Брі